# オートアナライザー

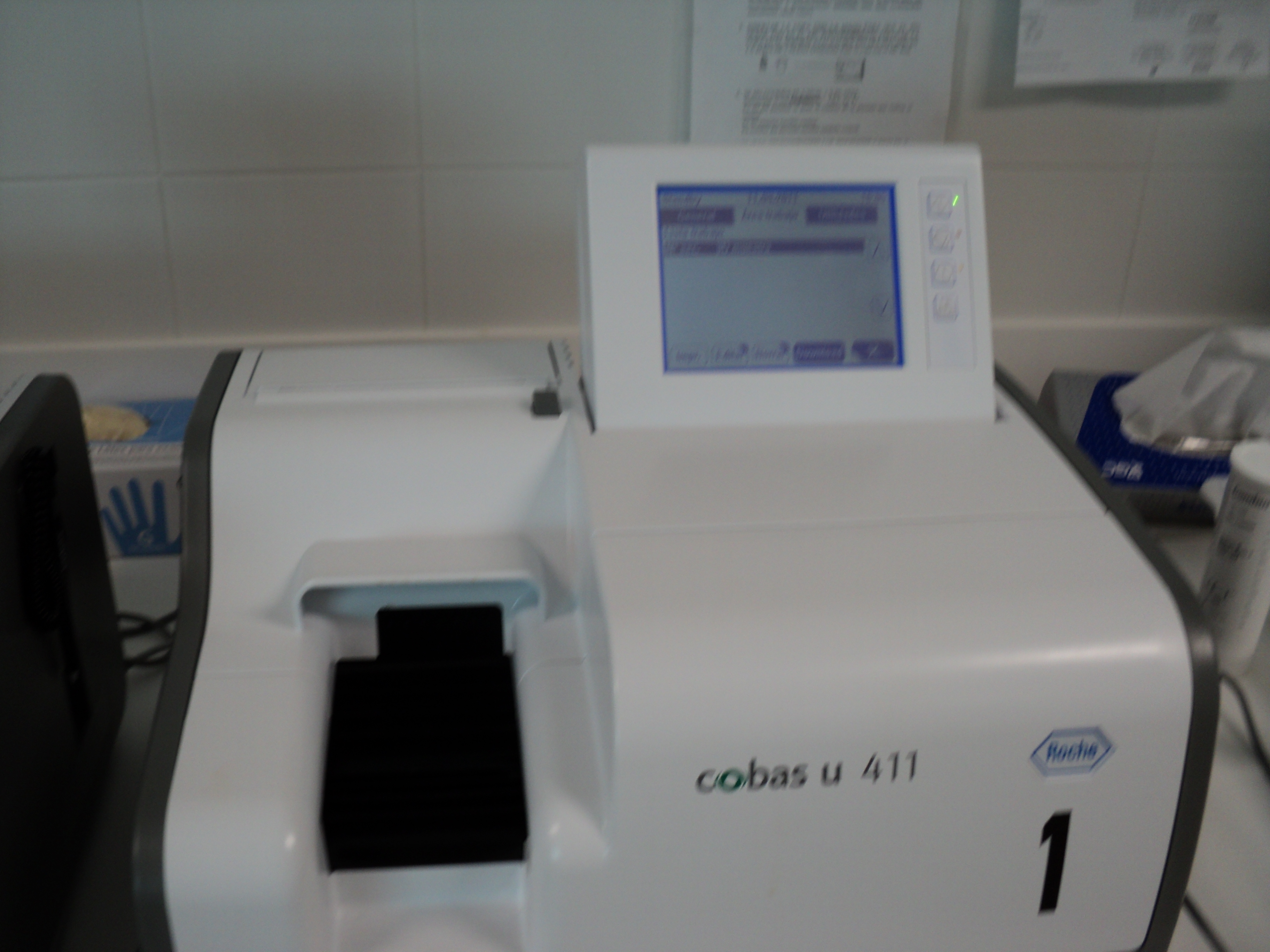
Cobas u 411

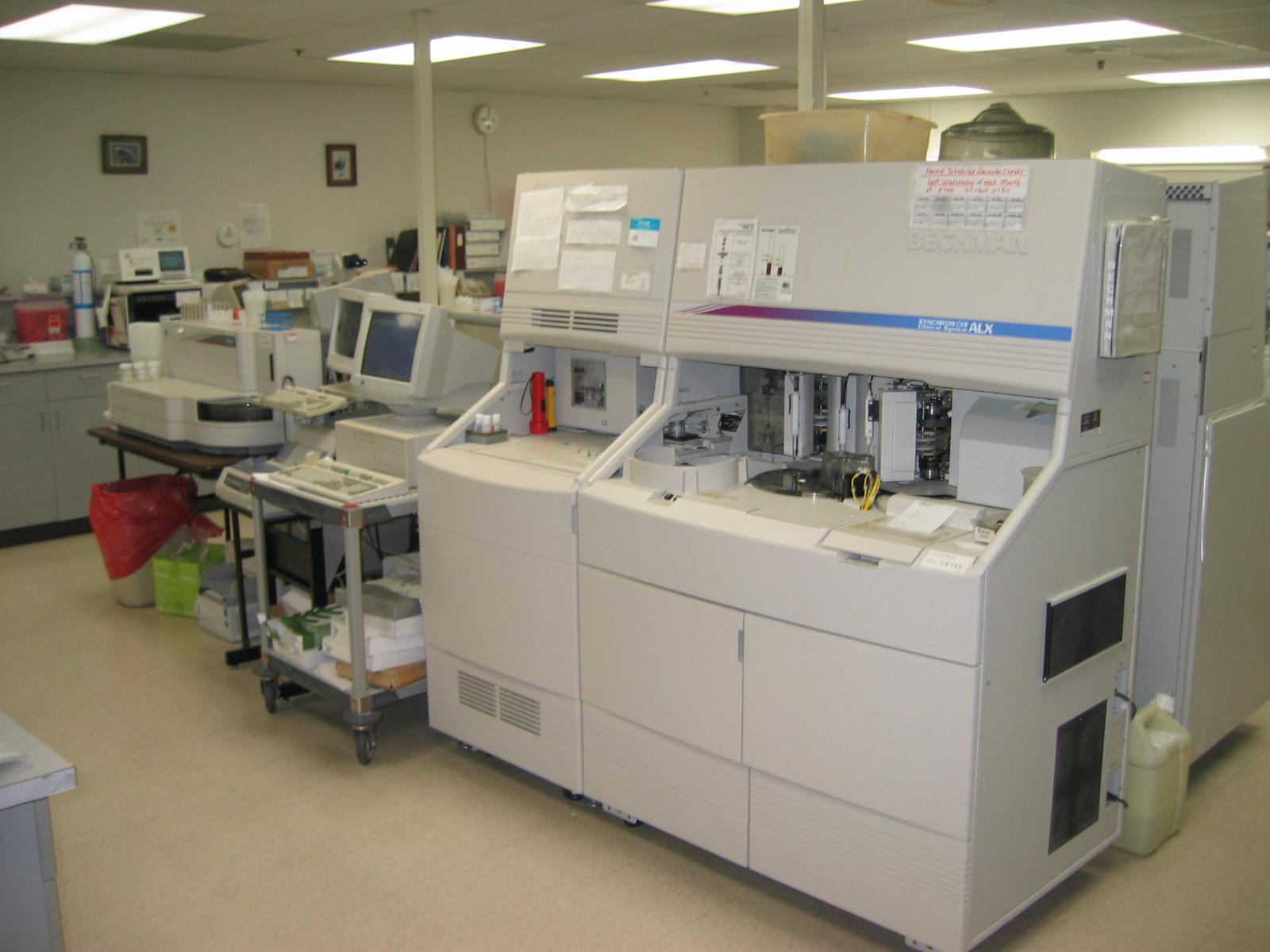

オートアナライザーはテクニコン社（the Technicon Corporation）により作られた流路型自動化学分析装置のことである。現在は、ビーエルテック社(日本）とシール社(英国・Seal Analytical)が、発展型の装置を製造・販売している。
液体の検体を流路内で発色反応させるなどして、自動的に測定器で測定する装置。
開発当初は、臨床分野で多く使用されてきたが、現在では、水質分析(栄養塩類、全窒素、全リン、フッ素、シアン、フェノール類など)、食品分析等、他方面で利用されている。　また、同装置は、「河川水質試験方法」「海洋観測指針」「下水道法」などに、公定法として取り入れられており、低濃度域での分析に実績がある。
現在では稼動するテクニコン製「オートアナライザー」を見ることは極めてまれであるが、これは、導入後20年以上経過しているためである。現在では、上記の2社（ビーエルテック社、シール社）の製品かブラン・ルーベ社の製品が引き続き稼働している。なお、「オートアナライザー」という言葉は一般名詞化して、類似品に対しても使用されている。
テクニコン社製品として最も知られるのが1970年製のオートアナライザーII型（AutoAnalyzer II）やシーケンシャルマルチプルアナライザー（Sequential Multiple Analyzer、SMA）などである。
これらの機器は、配管内の詰まり、配管の汚れ、もれなどを生じやすく、正しい測定結果を導くために測定者は機器特有の専門的技能が必要だったこともあったが、機器の改良が進み、現在では、上記の問題は起こらなくなっている。(起こる場合の原因は、使用後の洗浄不足などのメンテナンス不足によるものである)
代表的な測定可能項目は、
＜現在の代表的なもの＞
硝酸態・亜硝酸態窒素、リン酸態リン、アンモニア態窒素、シリカ、フッ素、シアン、フェノール類、全窒素、全リン、クロム、溶存鉄、アルカリ度、ヒドラジンなど
＜その他＞
アルブミン、アルカリ性りん酸、アスパラギン酸トランスアミナーゼ、血中尿素態窒素、ビリルビン、カルシウム、コレステロール、クレアチニン、グルコース、無機りん酸、たんぱく質、尿酸などである。